# Mont Ganelon
Pour un article plus général, voir Site naturel de l'Oise.
Le mont Ganelon, situé dans le département français de l'Oise, couvre une superficie de 537 ha et culmine à 149 mètres d'altitude au Camp de César.

## Géographie
Le mont Ganelon s'étend sur cinq communes : Clairoix (177 ha), Janville (74 ha), Longueil-Annel (155 ha), Coudun (65 ha), et Bienville (66 ha).

## Histoire

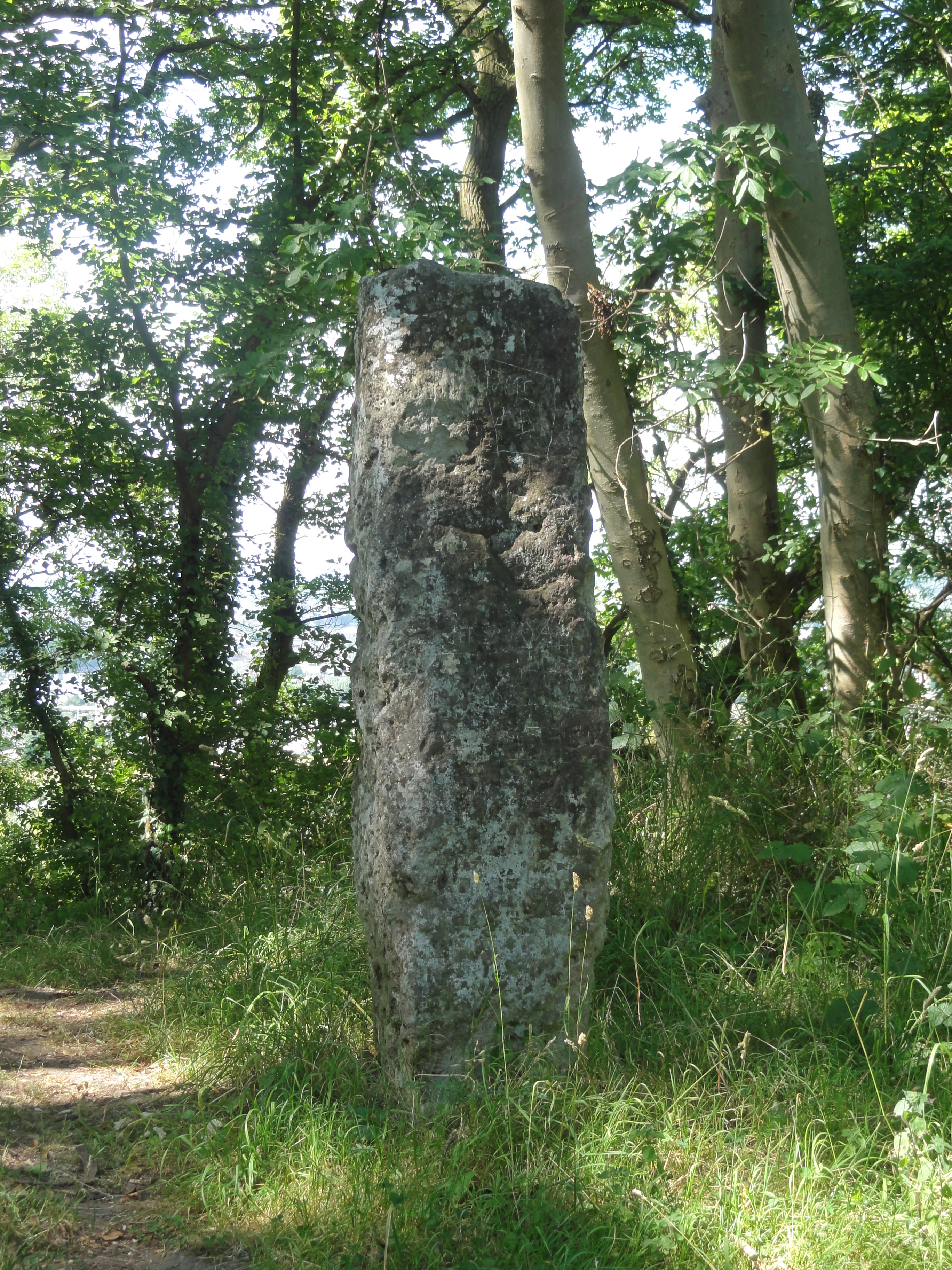
Menhir du mont Ganelon.

Le nom de cette colline viendrait du chevalier Ganelon, qui aurait causé la mort de Roland et la perte de la bataille de Roncevaux. Une ancienne tradition place au sommet de cette colline le temple d'Ésus, où les druides célébraient leurs sanglants sacrifices. Cette même tradition indique que César vint y installer l'un de ses camps lors de la conquête de la Gaule. On prétend qu'à l'époque de l'occupation romaine, les vainqueurs y érigèrent une forteresse semblable à toutes celles qu'ils construisaient : ceci semble être confirmé par la grande quantité d'armes et de médaille trouvées sur le mont Ganelon. En 1750, un cultivateur découvrit, en remuant la terre, un collier d'or. Parmi les médailles figurent un Antonin-le-Pieux, plusieurs Hadrien, un Tibère, des Constantin-le-Jeune, des Néron et des pièces de monnaie gauloises.
La borne dite « menhir du Mont Ganelon » ou « le Pierrot » (49° 26′ 37″ N, 2° 51′ 08″ E) est présente sur le territoire du village de Clairoix.

## Protection environnementale
Le mont Ganelon est une zone naturelle d'intérêt écologique, faunistique et floristique de type I.

## Mythes et légendes
En raison de son nom, lié au chevalier félon de la Chanson de Roland, le mont Ganelon est propice aux légendes. L'une d'elles raconte qu'il voulut un jour se débarrasser de sa femme. Il l'accusa d'adultère, et demanda à Dieu d'en être juge. L'accusée fut enfermée dans un tonneau hérissé de clous, et jetée avec le tonneau du haut du mont Ganelon. Si elle était restée fidèle, elle ne devrait en subir aucun dommage car Dieu la protégerait. Le tonneau roula jusqu'en bas où il fut ouvert. L'épouse en ressortit indemne, sans la moindre égratignure.